# Okręty podwodne typu U-63
Okręty podwodne typu U-63 – typ trzech okrętów podwodnych Cesarstwa Niemieckiego biorących udział w I wojnie światowej. Jednostki tego typu wyróżniały się bardzo krótkim czasem zanurzenia w ciągu niespełna 50 sekund. W 1917 roku dodatkowo wyposażono je w jedno działo kalibru 105 mm. 17 czerwca 1918 roku brytyjski okręt ZOP zatopił U-64 w pobliżu Al-Watan al-Kibli, 28 października U-65 został zatopiony w Puli, a U-63 został poddany a następnie pocięty na złom.